# Willi Evseev
Wilhelm „Willi“ Evseev (* 14. Februar 1992 in Temirtau, Kasachstan) ist ein deutscher Fußballspieler kasachischer Herkunft. Er spielt aktuell beim FSV Schöningen. Darüber hinaus ist er mehrmaliger Juniorennationalspieler.

## Leben
Sein Vater Alexander war Judoka in der Sowjetunion und später in der Bundesrepublik Deutschland. Sein Cousin Arthur Lemmer spielte u. a. für die Rostock Piranhas, Moskitos Essen und die Saale Bulls Halle und sein Onkel Michail Lemmer spielte u. a. für den ESC Wedemark und die Hannover Indians Eishockey.

### Fußballkarriere

#### Jugend
Evseev kam 1993 mit seiner Familie aus Kasachstan nach Deutschland. 1996 begann er das Fußballspielen als Vierjähriger in der G-Jugend von Hannover 96. Mit der B-Jugend Hannovers erreichte Evseev 2007/08 in der Bundesliga den 6. Tabellenplatz, ein Jahr darauf, mit der A-Jugend Hannovers, den 5. Platz in selbiger höchsten deutschen Spielklasse und ein weiters Jahr später, 2009/10, Platz 3.
Sein Talent konnte Evseev auch in mehreren Jahren, zwischen 2007 und 2010, in der jeweiligen Altersklasse der deutschen Nationalmannschaft unter Beweis stellen. So spielte er unter anderem in der U-17 des DFB mit dem späteren WM-Siegtorschützen 2014, Mario Götze, und dem späteren Champions-League-Gewinner 2015, Marc-André ter Stegen, zusammen.

#### Profi
Zur Saison 2010/11 erhielt er einen Profivertrag bei Hannover 96. Im Jahr 2011 wurde er für ein Jahr an den österreichischen Bundesligisten SC Wiener Neustadt ausgeliehen.
Ab 2013 war er für die zweite Mannschaft des VfL Wolfsburg aktiv; am 20. Oktober 2013 gehörte er beim Bundesliga-Spiel in Augsburg unter Trainer Dieter Hecking erstmals zum Kader der Wolfsburger Profimannschaft. Eine Woche später wurde er erstmals eingewechselt und gab eine Torvorlage beim 3:0-Sieg gegen Werder Bremen. Am 4. Dezember 2013 kam er im Achtelfinale des DFB-Pokals gegen den FC Ingolstadt 04 zu seinem ersten Startelfeinsatz für den VfL Wolfsburg. Insgesamt brachte es Evseev auf drei Kurzeinsätze für Wolfsburg in der höchsten deutschen Spielklasse.
Zur Saison 2014/15 wechselte Evseev nach Auslaufen seines Vertrages in Wolfsburg in die 2. Bundesliga zum 1. FC Nürnberg. Sein Vertrag lief bis zum 30. Juni 2017.
Nachdem er 2015/16 nur in der Regionalliga eingesetzt worden war, wurde er im Januar 2016 an den Drittligisten Holstein Kiel verliehen. Dort kam er auf sieben Spiele in der 3. Liga. Zum Beginn der Saison 2016/17 kehrte er zum Club zurück, wobei er ausschließlich im Regionalligateam eingesetzt wurde.
Im Sommer 2017 schloss sich Evseev dem Drittligisten Hansa Rostock an. Sein Startelfdebüt für die Kogge gab er am 1. Spieltag beim Auswärtsspiel in Lotte. In seiner ersten Saison beim Club an der Ostsee brachte er es auf 22 Einsätze und drei Tore.
Trainer Pavel Dotchev setzte ihn zudem dreimal im Mecklenburg-Vorpommern-Pokal ein, in denen er in jedem Spiel traf. Hansa setzte sich letztlich im Finale gegen den FC Mecklenburg Schwerin (2:1) durch und Evseev wurde Landespokalsieger. Verletzungsbedingter Trainingsrückstand zu Beginn der Saison 2018/19 verhalfen ihm zunächst zu Einsätzen in der zweiten Mannschaft Rostocks in der Oberliga Nordost.
Nach Nichtverlängerung seines zum Saisonende auslaufenden Vertrages hat sich der Mittelfeldspieler im Sommer 2019 dem SV Meppen angeschlossen. Mit dem SV Meppen spielte er vier Spielzeiten in der 3. Liga und zwei Spielzeiten in der Regionalliga Nord. Sein am Ende der Saison 2024/25 auslaufender Vertrag beim SV Meppen wurde nicht verlängert. Somit verließ er den Verein nach sechs Jahren.
Zur Saison 2025/26 wechselte Evseev zum FSV Schöningen.

## Erfolge
- Landespokalsieger Mecklenburg-Vorpommern (2): 2018, 2019 (mit Hansa Rostock)